# توکوگاوا ناریهارو
توکوگاوا ناریهارو ((به ژاپنی: 徳川 斉温 Tokugawa Nariharu); ۰ ژوئیهٔ ۱۸۱۹ – ۱ ژانویهٔ ۱۸۳۹) سامورایی، دایمیو در دوره ادو اهل ژاپن بود.